# Beaucoups of Blues (chanson)
Singles de Ringo Starr
It Don't Come Easy
(1971)
Pistes de Beaucoups of Blues
Love Don't Last Long
Beaucoups of Blues est la chanson ouvrant l'album éponyme de Ringo Starr, paru en septembre 1970. Il s'agit d'une chanson country composée par Bluzz Rabin à la demande du producteur Peter Drake qui a proposé au batteur des Beatles d'enregistrer un album dans ce type de musique qu'il affectionne. L'album connaît un succès critique, mais peine à monter dans les charts.
La chanson sort toutefois en single aux États-Unis et dans d'autres pays (mais pas au Royaume-Uni) : il s'agit du premier single de l'artiste. En face B, la chanson Coochy Coochy, enregistrée pour le même album mais non retenue, est publiée de façon inédite. Il faut attendre 1995 et la sortie CD de l'album pour que cette chanson soit à nouveau publiée. Le single connaît un succès très restreint et n'atteint que la 87e place des classements américains. Il monte en 43e place en Allemagne.